# بحر سریع
بحرِ سَریع، در اصطلاح عروضی، به بحر شعری مختلف‌الارکان از ترکیب و تکرار سه رکن «مُستفعلن/ مستفعلن/ مفعولاتُ» (- - ل - /- - ل - /- - - ل) یا زحافات آنها تشکیل شده‌است. سریع در لغت به معنی زود، تند رونده و شتابنده است. در این بحر اسباب بیشتر از اوتاد است بدین جهت سریع نام گرفته است.
(مستفعلن/ مستفعلن/ مفعولاتُ: دو سبب خفیف، وتد مقرون/ دو سبب خفیف، وتد مقرون/ چهار سبب خفیف: «°|°|°°|/ °|°|°°|/ °|°|°|°|  – – ᴗ – – /– ᴗ – – /– ᴗ»)
سریع از بحرهایی است که سالم آن چندان متداول نیست. شکل سالم وزن آن:
مستفعلن مستفعلن مفعولاتُ (- - ل - /- - ل - /- - - ل): بحر سریع مثمن سالم

## زحافات
زحافات (تغییرات) مشهور بحر سریع در شعر فارسی، از مستفعلن (خَبن – طی – قطع – خبل) و از مفعولاتُ: (طی و کشف – خبن و طی و کشف – حَذَذ) است.
از مستفعلن:
1. مفتعلن: مطوی
2. مفاعلن: مخبون
3. مفعولن: مقطوع
4. فَعَلَتن: مخبول

از مفعولاتُ:
1. فاعلن: مطوی مکشوف
2. فعلن: مخبون مطوی مکشوف
3. فع لن: اَحَذ

## اوزان
اوزان پرکاربرد بحر مجتث:
- مفتعلن مفتعلن فاعلن: بحر سریع مسدس مطوی مکشوف*
- مفتعلن مفعولن فاعلن: بحر سریع مسدس مطوی مکشوف مقطوع
- مستفعلن مستفعلن فعلن: بحر سریع مسدس مخبون مطوی مکشوف

### کاربردهای خاص
- مفتعلن مفتعلن فاعلن: بحر سریع مسدس مطوی مکشوف*

از اوزان مثنوی است و مخزن الاسرار نظامی، روضةالانوار خوجوی کرمانی، مطلع الانوار امرخسرو دهلوی، تحفةالاحرار جامی و خلد برین وحشی بافقی بر این وزن هستند.